# 藤宮史
藤宮 史（ふじみや ふひと、1964年9月24日 - ）は、版画家、漫画家。静岡県出身。

## 経歴
第7回アックスマンガ新人賞（2005年）（漫画雑誌「アックス」青林工藝舎）主宰）において、木版による漫画「黒猫堂商店の一夜」が南伸坊個人賞を受賞。
第12回コミックFantasy・ファンタジー・コミック大賞（2008年）において、木版漫画「或る夏のいちにち」が佳作入選。
第12回文化庁メディア芸術祭（2008年）において、木版漫画集「NEKO NO HANGA」が審査委員会推薦作品に選出。
第13回文化庁メディア芸術祭（2009年）において、木版漫画集「文學」が審査委員会推薦作品に選出。
第12回にいがたマンガ大賞（2009年）において、木版漫画「パラソルの微風」が最優秀作品賞、魔夜峰央賞を受賞。
第17回文化庁メディア芸術祭（2013年）において、木版漫画集「黒猫堂商店の一夜」（青林工藝舎刊）が審査委員会推薦作品に選出。
漫画家永島慎二の銅版画制作の助手を1999年から2002年まで務めていた経験がある。

### 交友関係
1988年の冬頃、パンクパンド フリクションのメンバーであったセリガノ（シンセサイザー）と知りあい、セリガノの阿佐ヶ谷、五叉路のアパートの一室で福澤徹三（小説家）と歓談する。その後、福澤徹三は藤宮史の三畳ひと間のアパートの一室にひと月間程寄寓していた。
1989年頃、ミュージシャンの夫歌寛（プーカングァン）と路上で知り合い、夫のライブで知り合った大学生を介して詩人の玉田寛（宮城聰主宰、劇団「冥風」の元俳優）と小説家志望の川屋雪隠（川屋せっちん・現俳優）と知遇を得る。玉田寛、川屋雪隠とは同人雑誌「夭折志願」の活動を共にした。
1994年頃、同人雑誌sometingの編集者渡辺作郎（元村八分ドラマー）、渡辺悦子と知遇を得てsometing3号（1995年刊）に詩作品を掲載した。またsometingからTOTOTOに誌名を改めた4号、5号にエッセイを掲載した。
また同年頃に、詩人、美術家、ミュージシャンの小川てつオを氏制作のエコロジカル雑誌「もえるゴミ」を通じて知り合い、藤宮史編集による同人雑誌「東京カレハ」に「もえるゴミ」の記事を掲載した。

## 作品

### 単行本
- 木版漫画集「NEKO NO HANGA」（2007年、黒猫堂出版　限定100部）
- 木版漫画「パラソルの微風」（2008年、黒猫堂出版　限定95部）
- 木版漫画「セメント樽の中の手紙」葉山嘉樹原作、藤宮史版画（2008年、黒猫堂出版　初版200部、再版300部）
- 木版漫画「蜜柑」芥川龍之介原作、藤宮史版画（2009年、黒猫堂出版　初版300部）
- 木版漫画「パラソルの微風」改訂普及版（2009年、黒猫堂出版　初版300部）
- 木版漫画「黒猫堂商店の一夜」B5サイズ版（2009年、黒猫堂出版　初版300部）
- 木版漫画集「文學」葉山嘉樹・芥川龍之介・富永太郎/原作、藤宮史/版画（2009年、黒猫堂出版　初版25部）
- 木版漫画集「猫の世界」（2010年、黒猫堂出版　限定100部）
- 木版漫画「唐傘奇譚」（2011年、黒猫堂出版　初版600部）
- 木版漫画集『黒猫堂商店の一夜』（2012年10月、青林工藝舎）ISBN 978-4883793747
- 木版漫画「蜘蛛の糸」芥川龍之介原作、藤宮史版画（2015年、黒猫堂出版　初版600部）
- 木版漫画集『或る押入れ頭男の話』（2015年7月、青林工藝舎）ISBN 978-4883794201
- 木版漫画「羅生門」芥川龍之介原作、藤宮史版画（2018年、黒猫堂出版　特別版限定100部）

### 雑誌特集
「アックス」 VOL.89 特集：藤宮史（青林工藝舎 2012年10月) ISBN 978-4883793730

### 作品リスト
- 黒猫堂商店の一夜（漫画雑誌『アックス』46号 青林工藝舎刊）
- 雨あがりの鷺宮の坂道（漫画雑誌『アックス』48号 青林工藝舎刊）
- 「星のはじまり」の話（漫画雑誌『アックス』48号 青林工藝舎刊）
- 夜をゆく1（漫画雑誌『アックス』50号 青林工藝舎刊）
- 夜をゆく2（漫画雑誌『アックス』51号 青林工藝舎刊）
- 池畔の家（漫画雑誌『アックス』54号 青林工藝舎刊）
- 漂う日々-池畔の家より（漫画雑誌『アックス』58号 青林工藝舎刊）
- 天空への階段（漫画雑誌『アックス』59号 青林工藝舎刊）
- 或る押入れ頭男の話（漫画雑誌 『幻燈』9号 北冬書房刊）
- パラソルの微風（漫画雑誌「コミックFantasy」14号 榎本司郎事務所刊）
- 橋の上の自画像／富永太郎原作（漫画雑誌『アックス』70号 青林工藝舎刊）
- 或る押入れ頭男の話・箱舟（漫画雑誌『幻燈』10号 北冬書房刊）
- 或る押入れ頭男の話・終章（漫画雑誌『幻燈』10号 北冬書房刊）
- 時計のネジ（漫画雑誌『アックス』72号 青林工藝舎刊）
- 或る押入れ頭男の話・街のなか〔予告篇〕（漫画雑誌「走馬燈」4号 書肆フリークス刊）
- セメント樽の中の手紙／葉山嘉樹原作（漫画雑誌『アックス』75号 青林工藝舎刊）
- 蜜柑／芥川龍之介原作（漫画雑誌『アックス』76号 青林工藝舎刊）
- 顔旅 Kaotabi／（漫画雑誌「架空」9月号 セミ書房刊）
- 或る押入れ頭男の話・街のなか（漫画雑誌『幻燈』11号 北冬書房刊）
- 或る夏のいちにち／（漫画雑誌「架空」No.11 セミ書房刊）
- ○・△・□（まる・さんかく・しかく）／（漫画雑誌「架空」No.11 セミ書房刊）
- 唐傘奇譚（漫画雑誌『アックス』83号 青林工藝舎刊）
- 或る押入れ頭男の話・公園（漫画雑誌『幻燈』12号 北冬書房刊）
- わたしのいない世界・温水池（漫画雑誌『幻燈』12号 北冬書房刊）
- パラソルの微風（漫画雑誌『アックス』84号 青林工藝舎刊）
- 猫の杜（漫画雑誌『アックス』93号 青林工藝舎刊）
- 或る押入れ頭男の話・アーケード街（漫画雑誌『幻燈』13号 北冬書房刊）
- 蜘蛛の糸／芥川龍之介原作（漫画雑誌『アックス』103号 青林工藝舎刊）
- わたしのいない世界・温水池（漫画雑誌『アックス』106号 青林工藝舎刊）

### 展覧会
- 猫の版画展覧会（2000年、東京／ギャラリー喫茶コブ）
- ねこの絵小品展（2001年、旭川／ヒラマ画廊）
- 猫の絵画展覧会（2001年、東京／ギャラリー喫茶コブ）
- 猫の絵画展覧会2（2001年、東京／ぶらっとりー阿佐谷）
- ねこの絵小品展（2002年、旭川／ヒラマ画廊）
- 猫の版画展    （2002年、大分／ギャラリー縁）
- ねこの絵小品展（2003年、旭川／ヒラマ画廊）
- 花とねこ展  （2003年、浦和／ガロー・ミアーゴ）
- 彌生三月・猫うらら展 5人展（2003年、銀座／ボザール・ミュー画廊）
- 第24回ねこ展（2003年、東京／プランタン銀座）
- やっぱり猫でしょう展（2003年、浦和／ガロー・ミアーゴ）
- 猫の世界展（2003年、東京／ギャラリーちめんかのや）
- 猫の気持ち展2（2005年、京都／くらふとギャラリー集）
- 猫の版画展（2005年、浦和／ガロー・ミアーゴ）
- 秋の猫版画展 版画4人展（2005年、浦和／ガロー・ミアーゴ）
- 藤宮史・木版漫画展（2005年、東京／黒猫堂画廊）
- 藤宮史・油彩画展（2005年、東京／黒猫堂画廊）
- 版画と漫画と油絵と展（2007年、東京／よるのひるね）
- 版画/木版漫画/油彩画展（2007年、東京／galleryノラや）
- ねこの絵小品展（2008年、旭川／ヒラマ画廊）
- アックス創刊10周年記念展（2008年、京都／トランスポップギャラリー）
- 第12回文化庁メディア芸術祭（2009年、六本木／国立新美術館）
- 猫の絵小品展（2009年、旭川／ヒラマ画廊）
- COMITIA88 瓢箪からマグマ アックス原画展（2009年、東京／東京ビッグサイト）
- 第13回文化庁メディア芸術祭（2010年、六本木／国立新美術館）
- 大アックス祭（2010年、南青山／ビリケンギャラリー）
- 第12回にいがたマンガ大賞フェスティバル（2010年、新潟／新潟市民芸術文化会館）
- 『幻燈』展（2010年、下北沢／ラ・カメラ）
- 木版漫画の世界 藤宮 史 展（2010年、東京／ROKUJIGEN 6次元）
- 『幻燈・夜行』展（2011年、京都／トランスポップギャラリー）
- アックス夏祭り（2011年、南青山／ビリケンギャラリー）
- 第2回『幻燈』展（2011年、下北沢／ラ・カメラ）
- 大アックス祭〜My Another Jackets〜（2012年、南青山／ビリケンギャラリー）
- 第17回文化庁メディア芸術祭（2014年、六本木／国立新美術館）
- 私の蔵書票展Vol.2 My Exlibris Exhibition（2015年、仙台／ギャラリーJ）
- 青林工藝舎サマージャンボフェア（2015年、東京／書泉グランデ・コミックフロア）
- アックス複製原画展（2015年、東京／座・高円寺）
- 「ガロ－アックス－長井勝一」展長井勝一 没後20年企画（2016年、京都／メリーゴーランド京都）
- 第七回詩意家居版画展（2016年、中国浙江省杭州市／浙江世貿国際展覧中心）
- 『藤宮史 木版漫画作品』展（2017年、東京／スタジオ35分）
- つげ義春トリビュート展 第3弾 『続・拝啓 つげ義春様』展（雑誌「アックス」編）（2017年、東京／ビリケンギャラリー）
- 『大青林工藝舎祭』（2019年、東京／神保町ブックカフェ二十世紀）
- ネコ（猫）展（2020年、オランダ・ライデン市／日本博物館 シーボルトハウス）
- 『アックス表紙原画展』（2020年、東京／ビリケンギャラリー）